# Antiquark top
Antiquark top é um antiquark, a antipartícula do quark top. Ele possui a mesmas características que o quark top, ele tem massa estimada de 172,9±1,5 GeV/c. A sua carga elétrica é a contrária do top, de +2/3 e e spin -1/2.
Nenhuma partícula foi observada contendo o antiquark top nem o quark top, pois ambos devido a sua grande massa decaem rapidamente, antes mesmo que a interação forte possa se manifestar criando partículas compostas.